# Залізничний кур'єр
Залізничний кур'єр (пол. Kurjer Kolejowy) — щомісячний ілюстрований часопис з щоденними додатками, видавався у Варшаві з 1896, розповсюджувався безкоштовно. Редактор та видавець — варшавський купець Р. Я. Фельзенгардт.
Першим редактором був Ян Серковський (пол. Jan Serkowski).